# Otto Fischer
Otto Fischer (Viena, Imperio austrohúngaro, hoy Austria, 1 de enero de 1901 - Liepāja, Reichskommissariat Ostland, hoy Letonia, 1 de julio de 1941) fue un futbolista y entrenador austriaco con ascendencia judía. Se desempeñaba en la posición de delantero.
Fue víctima del Holocausto, siendo masacrado por los nazis durante las masacres de Liepāja.

## Biografía
Nacido en Viena de Heinrich y Netty Fischer, dos judíos procedentes de Moravia, Otto, apodado "Schloime", era el último de cinco hijos. Sus hermanos se llamaban Irma, Hugo (quien fue deportado a Auschwitz en julio de 1942 y no sobrevivió), Ernestine y Alfred.
En 1936 su carrera de entrenador de fútbol lo llevó a Liepāja, importante puerto báltico que en ese entonces albergaba una numerosa comunidad judía (13% de la población). En esta ciudad Fischer trabajó también como herrero. En junio de 1941, durante la ocupación soviética de Letonia, se casó con Anna Lemkina, nacida en la cercana Pāvilosta, una mujer de 31 años que trabajaba en una farmacia.
Al invadir los nazis Letonia, Fischer fue matado en julio de 1941, con solo 40 años, durante las masacres de Liepāja, que causauron la muerte de unos 5000 judíos a manos de los alemanes (principalmente Einsatzgruppen, Sicherheitsdienst y Ordnungspolizei, con la participación de la Wehrmacht y de la Kriegsmarine) y de los colaboracionistas locales de la Lettische Hilfspolizei (la policía auxiliar letona). Su esposa Anna fue matada en diciembre del mismo año, en la playa de Šķēde, donde tuvo lugar la más grave matanza de Liepāja (2731 judíos y 23 comunistas asesinados).

## Trayectoria como jugador
Debutó como jugador en un club de su ciudad natal, el Hertha Viena, ante de pasar al Karlsbader, un equipo miembro de la Deutschen Fußball-Verbandes, o sea la federación de los clubes checoslovacos de idioma alemán. Aquí militó durante dos temporadas, para luego volver a Austria y jugar en el First Viena, finalizando dos veces como subcampeón de la liga. En 1926 fue contratado por el Hakoah Viena, con el que participó en una gira de Norteamérica. En la temporada 1927-28 fue traspasado al Wacker Viena, donde terminó su carrera debido a una lesión.

## Trayectoria como entrenador
En 1928 empezó su carrera de entrenador en Italia con el Napoli, donde fue cesado antes de acabar la temporada y reemplazado por Giovanni Terrile. Tras entrenar el Saaz, otro club checoslovaco de la minoría alemana, y el Salzburgo, fue el técnico del Concordia Zagreb de la máxima división yugoslava. En 1936 se mudó al Olimpia Liepaja letón, que llevó tres veces a coronarse campeón de la liga.

## Selección nacional
Fue internacional con la selección de Austria en 7 ocasiones, debutando en septiembre de 1923 ante Hungría, en Budapest.

## Clubes

### Como jugador
| Club            | País           | Año         |
| --------------- | -------------- | ----------- |
| Hertha Viena    | Austria        | 1919 - 1921 |
| Karlsbader F.K. | Checoslovaquia | 1921 - 1923 |
| First Viena     | Austria        | 1923 - 1926 |
| Hakoah Viena    | Austria        | 1926 - 1927 |
| Wacker Viena    | Austria        | 1927 - 1928 |

### Como entrenador
| Club            | País           | Año         |
| --------------- | -------------- | ----------- |
| NSTG Saaz       | Checoslovaquia | 1930 - 1931 |
| F.C. Salzburgo  | Austria        | 1931 - 1932 |
| HŠK Concordia   | Yugoslavia     | 1934 - 1936 |
| Olimpia Liepaja | Letonia        | 1936 - 1941 |

## Palmarés

### Como entrenador

#### Campeonatos nacionales
| Título   | Club            | País    | Año         |
| -------- | --------------- | ------- | ----------- |
| Virslīga | Olimpia Liepaja | Letonia | 1936        |
| Virslīga | Olimpia Liepaja | Letonia | 1937 - 1938 |
| Virslīga | Olimpia Liepaja | Letonia | 1938 - 1939 |